# Godspeed You! Black Emperor
Godspeed You! Black Emperor je kanadska rock skupina iz Montreala.

## Ime
Boter imena je japonski dokumentarni film iz leta 1976, »God Speed You! Black Emperor« (original: »Goddo supiido yuu! Burakku emparaa«). Glasbena skupina se je večkrat preimenovala, pri čemer pa se je spreminjala samo lega klicaja v imenu.

## Glasba
Skupino običajno tako glasbeni kritiki, kakor tudi publika, uvrščajo v postrock.
Na Godspeed You! Black Emperor ali na kratko GY!BE so najbolj vplivali progresivni rock, punk in klasična glasba. Na njihovih ploščah je po navadi majhno število precej dolgih (10–25 minut) instrumentalnih skladb, ki so razdeljene na »stavke«.

## Zgodovina
Leta 1994 so trije člani ustanovili skupino, toda število glasbenikov je stalno nihalo. GY!BE so nekoč imeli že 15 članov, toda standardna zasedba šteje 9 glasbenikov, ki igrajo električne kitare, bas kitare, godala, tolkala ter nekatere bolj eksotične inštrumente (recimo Glockenspiel).
Poleg glasbe se na nekaterih albumih nahajajo tudi posnetki govora, ki služijo kot komentarji sicer instrumentalne glasbe. V teh govornih delih nastopajo naključni mimoidoči, ki jih je skupina ujela na trak med popotovanjem po severni Ameriki – župnik razglablja o apokalipsi, neki drug moški o nostalgiji, slišimo tudi obvestilo iz neke trgovine ter skupino otrok, ki govorijo oziroma pojejo v angleščini in francoščini.

## Skupina
Člani GY!BE so se zmeraj otepali klasičnih intervjujev v marketinške namene ter so javno kritizirali obstoječo glasbeno industrijo. Zaradi tega so pridobili izgled temačnih, skoraj asocialnih glasbenikov. Na ovitkih plošč pogosto objavijo politične ali družbeno-kritične tekste in risbe, kar je posebnost v sicer precej apolitičnem postrocku. Zelo malo je tudi znanega o samih glasbenikih. Je pa GY!BE po objavi na naslovnici britanske glasbene revije New Musical Express postal precej bolj znan.
Član skupine, ki ima največ stika s tiskom, je Efrim Menuck. Zaradi tega neformalno velja za vodjo skupine, čeprav tako skupina kot on to demantirajo. Poudarjajo demokratičnost v svoji skupnosti.

## Objave in stranski projekti
Člani GY!BE delujejo v mnogih drugih skupinah in pri mnogih projektih. Od teh so najbolj znane A Silver Mt. Zion, Fly Pan Am in Set Fire to Flames. Sodelujejo tudi z drugimi glasbeniki in umetniki, med drugim z Elizabeth Anko Vajagič.
Javnost so ponovno opozorili nase, ko je njihov oboževalec, režiser Danny Boyle, vključil skladbo (oziroma le fragment le-te) »East Hastings« v svoj film 28 dni pozneje – toda skladba se odvrti le v filmu, na uradnem soundtracku filma je ni.
GY!BE je svoje plošče izdal pri založbah Kranky in Constellation Records.
Leta 2004 je skupino zapustil dolgoletni kitarist Roger-Tellier Craig in se posvetil stranskemu projektu Fly Pan Am.
Na koncertih igra skupina pogosto zaenkrat še neobjavljeno skladbo Albanian. Njena objava je načrtovana za naslednjo ploščo zasedbe. Druga neobjavljena skladba, Gamelan, bo verjetno prav tako objavljena. Vendar so te skladbe že dosegljive – kot zelo kvalitetni posnetki publike. Skupina namreč dovoljuje publiki snemanje koncertov – pogosto se zgodi, da taka »bootleg« publikacija začne krožit naokoli pred uradno.

## Diskografija
- All Lights Fucked on the Hairy Amp Drooling (samo na kaseti, le 33 kopij; 1994)
- f#a#∞ (LP, več dodatkov; 1997)
- f#a#∞ (CD, z drugimi skladbami kot na LP, 1998)
- Sunshine + Gasoline (dodatek k Amazezine Magazine; 1998)
- Slow Riot for New Zero Kanada (EP; 1999)
- Lift Your Skinny Fists Like Antennas to Heaven (2000), alternativno ime: Levez Vos Skinny Fists Comme Antennas to Heaven)
- Yanqui U.X.O. (2002)
- 'Allelujah! Don't Bend! Ascend! (2012)
- Asunder, Sweet and Other Distress (2015)
- Luciferian Towers  (2017)
- G d’s Pee AT STATE’S END! (2021)
- No Title as of 13 February 2024 28,340 Dead (2024)

## Stranski projekti članov GY!BE
- A Silver Mt. Zion
- Bottleskup Flenkenkenmike
- Bakunin's Bum
- 1-Speed Bike
- Exhaust
- Fly Pan Am
- Et Sans
- Set Fire To Flames
- Hrsta
- Molasses
- Esmerine
- Balai Mécanique
- 'Gypt Gore
- Sam Shalabi
- Shalabi Effect